# Comitatul Madison, Iowa
Comitatul Madison, conform originalului din engleză, Madison County, este unul din cele 99 de comitate ale statului american  Iowa.  Sediul comitatului, care a fost înființat în 1846 din Polk, este orașul Winterset, care este totodată și cea mai populată localitate din comitat.
Comitatul a fost numit în onoarea celui de-al patrulea președinte american, James Madison (1809 - 1817). Cu o populație de 14.019 locuitori, conform Census 2000, comitatul este unul din cele cinci care formează zona metropolitană Des Moines–West Des Moines, denumită în engleză Des Moines metropolitan area.
Madison County este faimos pentru a fi locul de naștere al actorului John Wayne și pentru podurile sale acoperite din care au rămas astăzi doar șase. Aceste poduri sunt descrise în cartea apărută în 1992, respectiv în filmul realizat în 1995, The Bridges of Madison County - Podurile comitatului Madison.

## Istoric
Comitatul Madison a fost format la 13 ianuarie 1846, fiind guvernat local din 1849.

## Geografie
Conform datelor furnizate de United States Census Bureau, comitatul are o suprafață totală de (1,456 km²) (sau de 562 square mile), dintre care 1,453 km² (sau 561 square miles) reprezintă uscat, iar restul de 3 km² (sau 1 square mile), adică  0,21 %, este apă.

### Drumuri importante

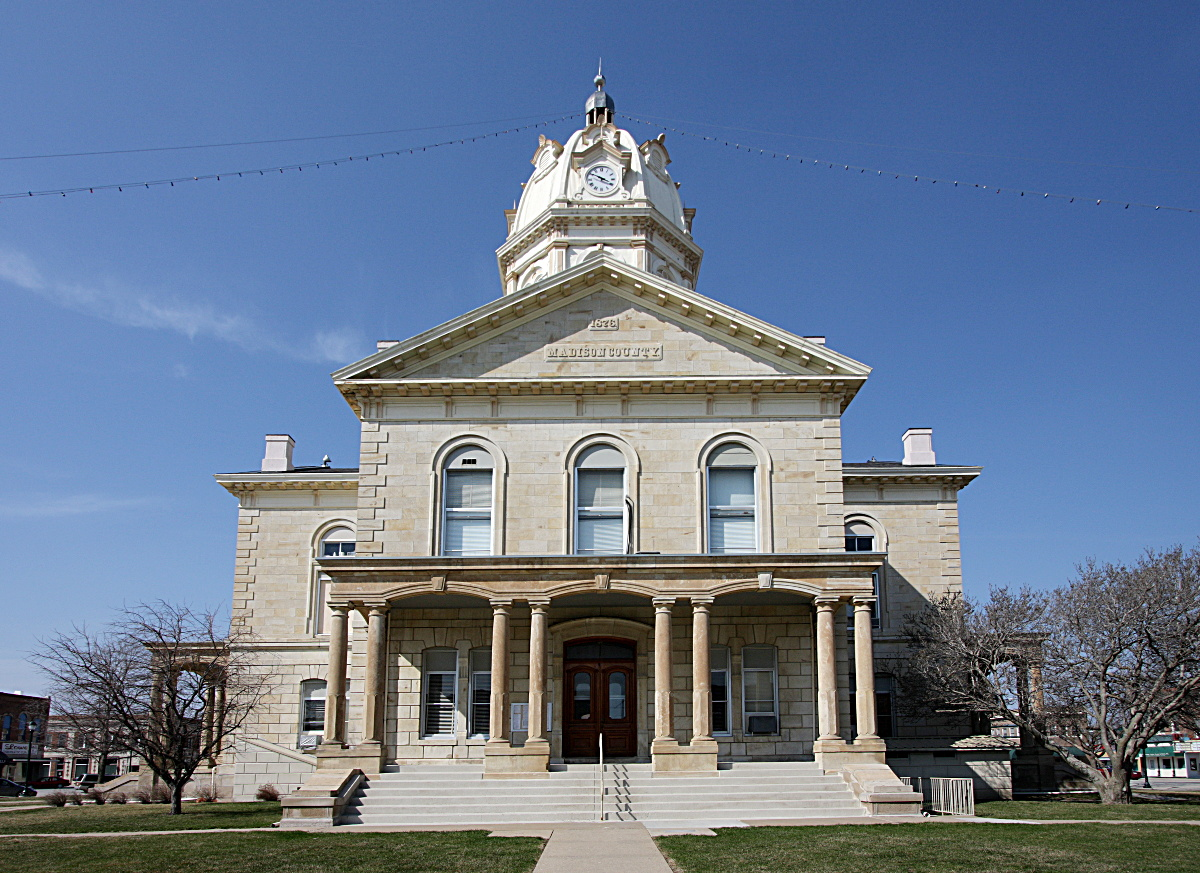
Curtea de justiţie a Madison County

- Interstate 35
- U.S. Highway 6
- U.S. Highway 169
- Iowa Highway 92

### Comitate înconjurătoare
- Comitatul Dallas, statul Iowa - la nord
- Comitatul Warren, statul Iowa - la est
- Comitatul Clarke, Iowa - la sud-est
- Comitatul Union, Iowa - la sud-vest
- Comitatul Adair, Iowa - la vest

## Poduri acoperite

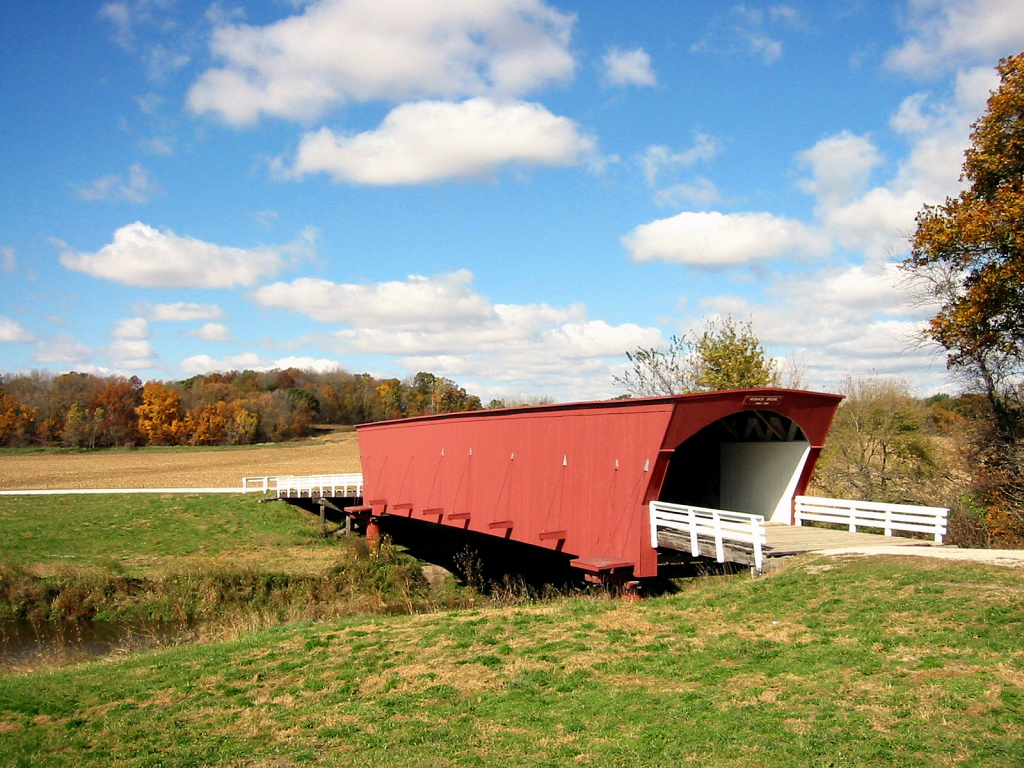
Holliwell Bridge, unul din cele doar șase poduri acoperite ale comitatului care "au supraviețuit".

Cele șase poduri acoperite ale comitatului sunt
- Cedar Bridge
- Cutler-Donahoe Bridge
- Hogback Bridge
- Holliwell Bridge
- Imes Bridge
- Roseman Bridge

## Localități

### Orașe
- Bevington
- Earlham
- East Peru
- Macksburg
- Patterson
- Saint Charles
- Truro
- Winterset

### Alte comunități
- Old Peru

## Demografie

2000 Census Age Pyramid for Madison County.

|  | Graficele sunt indisponibile din cauza unor probleme tehnice. Mai multe informații se găsesc la Phabricator și la wiki-ul MediaWiki. |

Date: Wikidata - grafică realizată de Wikipedia